# Сюньтянь (орбитальный телескоп)
Сюньтянь (кит. 巡天, буквально: «Патрулирующий небо», англ. Xuntian, Chinese Survey Space Telescope, Chinese Space Station Telescope, CSST) — китайский автономный орбитальный модуль с оптическим телескопом, вращающийся вокруг Земли по той же орбите, что и китайская космическая станция «Тяньгун».
«Сюньтянь» снабжён собственными двигателями и планируется, что при необходимости он сможет причаливать к орбитальной станции для обслуживания и замены научных приборов.
Создается для фундаментальных исследований в области астрономии и астрофизики (образование и эволюция космических объектов, поиски тёмной материи и скрытой массы, космология).

## Параметры телескопа

Орбитальный телескоп Сюньтянь (эскиз)

Диаметр зеркала телескопа «Сюньтянь» около двух метров, и его разрешение близко к разрешению космического телескопа Хаббл.
У этого телескопа диаметр меньше, чем у «Хаббла», однако, он имеет поле зрения в 300 раз больше. Поэтому за десять лет 2,5-гигапиксельная камера «Сюньтянь» сможет отснять до 40 % неба.

## Запуск
Запуск космического телескопа Сюньтянь планируется осуществить в 2026 году.

## Изображения
| Макет космического телескопа «Сюньтянь» | Макет космического телескопа «Сюньтянь» |
| --------------------------------------- | --------------------------------------- |
|                                         |                                         |
|                                         |                                         |